# Джордж Гамільтон-Гордон Абердин
Джордж Гамільтон-Гордон Абердин (Ебердин), 4-ий граф Абердинський (англ. George Hamilton-Gordon, 4th Earl of Aberdeen) (28 січня 1784 — 14 грудня 1860) — англійський політичний діяч, один з лідерів партії торі. В 1828—1830 і в 1841—1846 — міністр закордонних справ. У грудні 1852 — січні 1855 прем'єр-міністр Великої Британії.

## Біографія
Джордж Гамільтон-Гордон походив зі старовинного шотландського дворянського роду Гордонів. Первинну освіту він здобував у Гарроу, а у 1801 році вирушив до Кембриджа й того ж року успадкував від свого діда титул графа Абердина.
Джордж Гамільтон-Гордон брав участь у мирних перемовинах в Ам'єні, після чого відвідав Італію, Грецію та Малу Азію й повернувся з подорожі у 1804 році через Росію та Балтійське море.

### Політична кар'єра
1806 — вступив до верхньої палати як шотландський представницький пер, граф Абердин долучився до партії торі, не беручи, втім, дієвої участі у політиці; з особливою пристрастю займався науковими дослідженнями, серед яких його твір сочинение «Inquiry into the principles of beauty in Grecian architecture» (Лондон, 1822).
1813 — проводив перемовини про приєднання Австрії до коаліції проти Наполеона I, уклав союзну угоду в Тепліце, схилив на бік союзників неаполітанського короля Мюрата.
1814 — брав участь у Шатільйонському конгресі; 31 березня вступив до Парижа з союзниками. 18 червня 1814 року отримав звання пера Великої Британії з титулом віконта Гордона.

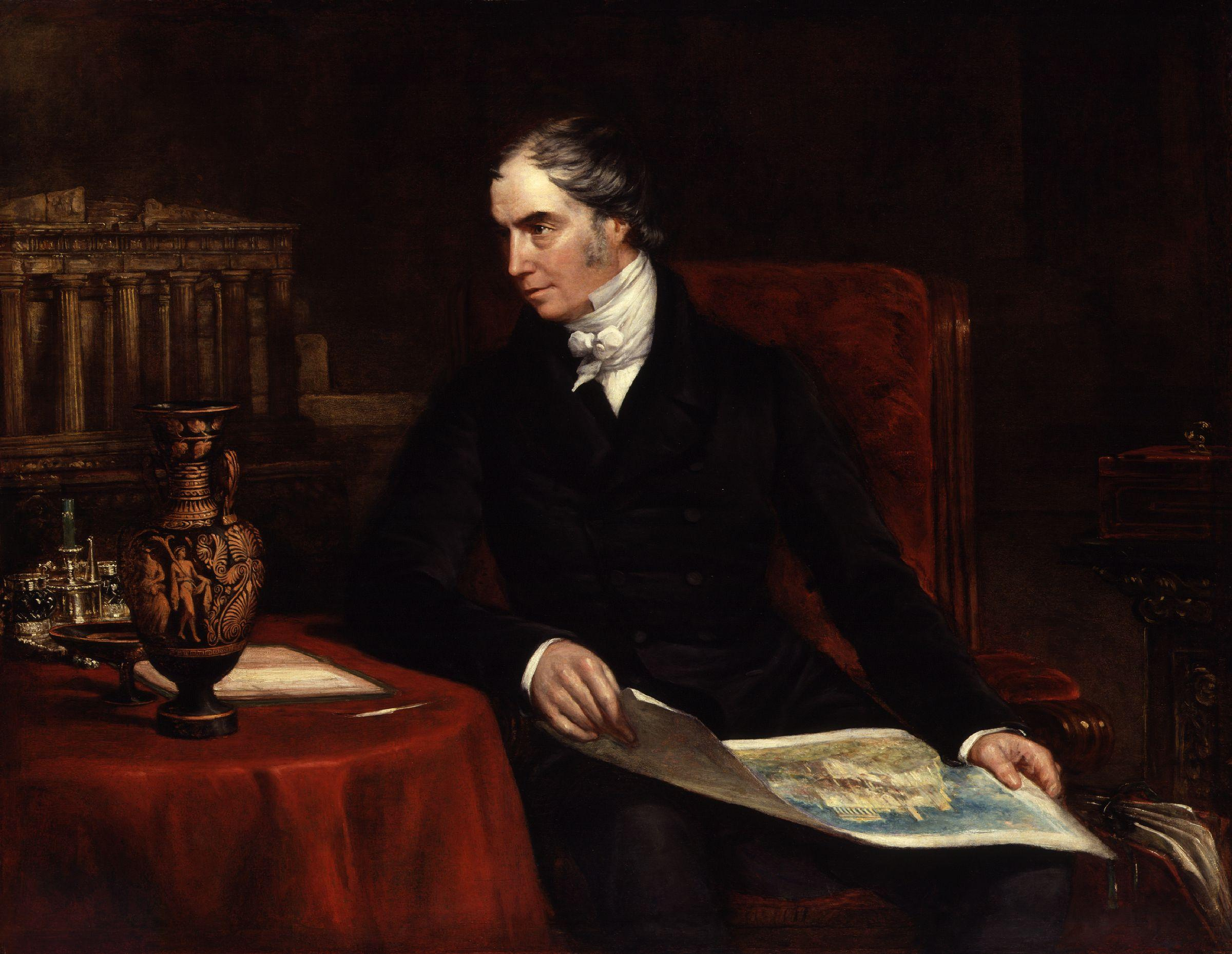
Джордж Гамільтон-Гордон Абердин

До 1828 року займався майже виключно питаннями сільського господарства й того ж року був призначений спочатку канцлером герцогства Ланкастерського, а потім, за Веллінгтона, міністром закордонних справ. Займаючи цей пост, він діяв у дусі політики Меттерніха; ворожо ставився до греків, підтримував Дона Мігеля і висловлював симпатії до французького міністерства Поліньяка, хоча, втім, поспішив, не припиняючи дотримуватись політики невтручання, визнати після липневого перевороту воцаріння Луї-Філіпа.
1830 — 16 листопада після спричиненого реформеним рухом розпуску кабінету Веллінгтона і він склав із себе посаду. У короткий період проміжного торійського міністерства, з 14 листопада 1834 року до 8 квітня 1835 року, Абердин обіймав посаду міністра колоній.
1841 — у новому торійському кабінеті Піля повторно отримав портфель міністра закордонних справ; тут він почав висловлювати ліберальніші ідеї, проявивши у суперечці з Америкою багато миролюбства, але намагався також відновити колишні добрі стосунки з Австрією та Росією й під час відвідання у 1844 році Лондона імператором Миколою I не опирався, принаймні відкрито, його східній політиці. Торгові реформи Піля цілком були схвалені Абердином, та, коли внаслідок їх введення міністерству довелось піти у відставку наприкінці червня 1846 року, Абердин очолив у верхній палаті середню партію, так званих пілітів.
1852 — наприкінці лютого він відхилив пропозицію вступити до знову утвореного міністерства Дербі й після розпуску останнього у грудні того ж року взяв на себе формування коаліційного уряду, в якому зайняли місця піліти, віги, радикали та ірландські ліберали. За кілька місяців настала Східна криза, під час якої Абердин спочатку намагався зайняти положення посередника; коли ж він виявився змушеним після Синопської битви оголосити війну Росії, то був визнаний відповідальним за її кволе ведення. До цього ще приєднались суперечки з Расселом і Пальмерстоном, які призвели до падіння уряду.
1855 — 1 лютого Абердин здав печатку королеві, яка нагородила його орденом Підв'язки й надалі часто зверталась до нього за порадами у державних і приватних справах. Довголітній досвід і чесний образ дій Абердина як приватної особи посилили його вплив у верхній палаті парламенту. До кінця життя граф Абердин цікавився мистецтвом і наукою.
Спадкував графу Абердину його старший син Джордж (28 вересня 1816 — 22 березня 1864).